# 橋爪ヨウコ
橋爪 ヨウコ（はしづめ ヨウコ、1985年7月12日 - ）は、日本のお笑いタレントである。

## 略歴
東京NSC8期生卒業。同期には、こりゃめでてーな、スリムクラブ、シューレスジョー、ジョイマンなどがいる。
2007年4月、芸能人女子フットサルチーム「carezza」に入団。背番号は「8」、ポジション「アラ」2009年12月末のチーム解散時まで所属。その後、2010年7月24日の『フットサルガールズAngel League 6th』からYOTSUYA CLOVERSに加入し、芸能人女子フットサルに復帰。背番号は「5」。
carezza入団直後にチームメートの井本みさおとお笑いコンビ「ローハイズ」を結成し、定期的にお笑いライブに出演していた。ローハイズは井本が2008年2月20日をもってサンズを退社（carezzaも退団、その後プロマージュに移籍）したことにより事実上、定期活動は休止状態となり、その後はピン芸人として活動していた。
2010年2月28日付けで、サンズエンタテインメントを円満退社し、2011年より太田プロダクション所属となる。
2014年から、元々仲が良かった、NSC東京校で同期生だったドイツみちこと正式にコンビを組み『こじらせハスキー』を結成（なお、この2人は同居していた時期もあった）。
2023年3月15日、「ぐんま観光特使」に任命、委嘱される。

### 大会出場歴
お笑い関係
- 2008年10月芸人バトルロイヤルというインターネット投票制ネタバトルにて、優勝賞金20万円と冠番組をかけ、56組の芸人から勝ち抜き決勝戦に進出。キャン×キャン、流れ星をくだして優勝した。優勝の副賞としてインターネット番組にて冠番組をスタートさせた。
- 第7回仙台お笑いコンテスト2015　こじらせハスキーにて【サンドウィッチマン賞】受賞。
- 2016年1月2日のNHKラジオ第1放送『新春おめでた!しゃべくり一直線』でこじらせハスキーにて優勝し、「しゃべくり大王」を受賞。その後、三連覇を達成して殿堂入りする。なお、女性コンビでは初の殿堂入りとなった。
- 2019年、日テレ「女芸人THE W」にて準決勝進出。

格闘技
22歳の誕生日でもあった2007年7月12日にプロレスリングSUNへの入団を発表し、練習生をしていた。
その後、2009年3月1日、『西口プロレス新人レスラーオーディション』に最終選考の5人の中に残り、この日行われた最終審査大会に出場、プリマ・リエと共に合格者に選ばれた。同年3月24日、北沢タウンホールで行われた『西口プロレス創立八周年記念興行 第2弾』にてデビュー戦を行い、アントニオ小猪木とタッグを組み、プリマ・リエ&神風健三郎と対戦し、勝利を収めた。以後、定期的に西口プロレスの試合に参戦している。
キャッチコピーは「2代目デンジャラスクイーン」。北斗晶を崇拝している。
試合時はヒールの立ち回りが多く、竹刀を持って登場することが多い。
プロレスの得意技は、ヘッドシザース、デジャブの空中殺法である。
カラオケ
- 【AKIBA TOKYO COLLECTION 2015】〜コスプレ衣装カラオケバトル〜にて『グランプリ受賞』(JOYSOUNDf1の分析採点IIIで、97.7点)
- 【AKIBA TOKYO COLLECTION 2015 夏】〜コスプレ衣装カラオケバトル〜『審査員特別賞受賞』

## 人物
- TV番組『水曜どうでしょう』のファンでもある[5]。
- 兄の影響で5歳からサッカーを始める。サッカー歴は20年以上、群馬県で1位、MVP受賞など全国レベルの実績がある[6]。その他スケート、スノーボードなどを幼少期からやっている。また同じく兄の影響で格闘技やプロレスを好み、頻繁に観戦している事をブログで公表している。
- 両親共に教師（両親共々学校教員であるのは相方のドイツみちこも同様）。兄も公務員[7]。子供の頃から読書や文章を書くこと好きでいつかそのような仕事をしたく、18歳の頃にライターのアルバイトの面接に行ったが落とされたということがあった。これ以来、文章を書くことを諦めていたが、『週刊フジテレビ批評』（フジテレビ）にドラマのコメンテーターとして初出演した後、これを観たマイナビニュースから声をかけられ、マイナビニュース連載のコラム『こじらせハスキー･橋爪ヨウコの三度の飯よりテレビが好き!』を開始してライターの仕事を始めるに至った。（2017年6月〜）なお本人は、三度の飯よりテレビ好きで、1日最低12時間テレビ視聴をノルマとしているという[8]。
- テレビの中では特にドラマ好きで、1995年頃から全局全クール、全てのテレビドラマを視聴している[9][10]。
- 幼少期から母親の影響でさだまさしが大好き。高校生の時に、試合中に靱帯を切るケガを負い、サッカーを断念。本人もこの時は「夢を絶たれた」と思い不良になりかけてたということだったが、母親からさだまさしの『不良少女白書』を聴くことを薦められ、聴いた時に、自分のことを歌ってると思って「このままじゃダメだ」と思い直したという。「さだまさしさんの曲で人生救われた」と本人も言っている[6]。「五十音順のどれを言われてもさだまさしのミニエピソード」を話せるというネタを持っており、これを水曜日のダウンタウンで披露していたのを、さだのスタッフが観ていたことがきっかけで、2017年5月27日には『今夜も生でさだまさし』（NHK総合）に出演してさだまさしとの共演を果たし、さだからも公認をもらったという[11][6]。
- テレビ朝日『激論！どっちマニア』では、さだまさしマニアとして予選突破決勝に進出した[12]。
- 『水曜日のダウンタウン』(TBS)にて、「50音何言われてもさだまさしのミニエピソードを言える」という特技で出演したこともある[13]。
- 郷土愛が強く、群馬が大好き。芸人になる前には地元の観光大使をしていた[14]。
- 特技は、サッカー・フットサル、スイカの早食い[4]。歌唱も得意で、平尾昌晃の元でボイストレーニングをしていたことがあった[15]。
- 中学生の時にモーニング娘。のファンになって以来、ハロプロが大好き[16]。ハロプロ好き芸人が集まり、トークライブも開催した。なお、小学生の時はSPEEDが好きだった[16]。
- 幅広いジャンルで音楽が好き。よくライブやフェスに足を運んでいる。
- 『あぶない刑事』の舘ひろしのバイク姿に憧れるなど子供の頃からバイクが好き。ハーレーに乗るのが夢で、その夢を叶えて現在XL883Nに乗っている。『ようこそ！づめちゃんねる』というバイクYouTubeをやっており、今はバイクを通してのバイク仲間もいる[10]。2023年8月にはバイクによるヒマラヤ山脈ツーリングを行った[17]。

## 芸風
ピン時代は一人コント。群馬県の観光特使に扮したネタ（実際に地元の観光特使「ローズクイーン」をやっていた）や、高崎だるまに扮してショートコントを行うネタなど出身地や特技を活かしたネタが多かった。このほかには、クラブ歌手（ドレス姿で『ウイスキーが、お好きでしょ』を歌いながら漫談をするネタ）や二者択一のネタ。岡本夏生のモノマネなどを行っていた。こじらせハスキーになってからは、コントと漫才をしている。

## 出演

### TV番組
- シブスタS.B.S.T（テレビ東京）若手ネタコーナーに出場
- 浜ちゃんと! （日本テレビ）
2007年10月17日：『NHK（ニューほっしゃん。企画）とくぎ自慢』に出演、スイカの早食いを披露
2008年1月23日：同じ企画に出演し、カキ氷を10秒で食べるという早食いを披露
- サスケマニア （TBS）
- あらびき団 （TBS）ローハイズとして出演
- エンタの天使 （日本テレビ）
第3回：キャッチコピーは『ororな妄想教師』
- ファミレストーク王決定戦（フジテレビ721）2大会出場
- イツザイ（テレビ東京）『インディーズ芸人オーディション』
2009年5月16日・6月6日：キャッチコピーは「七転び八起き」
- 『ぷっ』すま（テレビ朝日）
2010年2月9日：「ザ・ギリギリマスター! ギリギリ女芸人」
- つかえるテレビ（フジテレビ）ダイエット企画
- ガキの使いやあらへんで（日本テレビ）
- プロの半笑い（ファンタンゴ）
- 来来飯店（群馬テレビ）ネタコーナーに出場
- さしこのくせに（TBS）
2011年8月23日・30日：怪談芸人として、実体験の怪談話を披露
- ものまねグランプリ（日本テレビ）岡本夏生のものまねで出演
- たけしの等々力ベース（BSフジ）
2012年1月26日：岡本夏生のものまねで出演
- フジテレビ出たい人TV（フジテレビ）
2012年6月11日：第一回部屋歌選手権出場「ウイスキーがお好きでしょう」を披露
- 激論!どっちマニア（テレビ朝日）
2013年3月9日・16日：さだまさしマニアとして出演、予選・決勝進出
- 今夜くらべてみました（日本テレビ）
2013年6月18日：ニューカマーとして登場
2020年5月13日：「ドラマフェチ芸人」として出演し「厳選胸キュン名場面」を紹介[18]。
- 芸人報道（日本テレビ）
2013年7月29日・8月5日：次世代を担う女芸人大集合SP
- コサキン・天海の超発掘!ものまねバラエティー マネもの（フジテレビ）
2015年3月26日（第3回）：初出演、こじらせハスキーとして、余貴美子(橋爪)・夏木マリ(ドイツ)のドラマ「ファーストクラス」のものまねで出演[19]
- PON!（日本テレビ）
2015年10月1日：「お笑い数うちゃPON!」コーナー、こじらせハスキーとして出演
- 前略、西東さん（中京テレビ放送）
2015年11月28日深夜：こじらせハスキーとして出演
- Momm!!（TBS）
2016年12月6日
- 新・週刊フジテレビ批評（フジテレビ）
2016年12月24日：テレビ大好き芸人として、コメンテーター出演
2017年2月25日：テレビ大好き芸人として、コメンテーターとして2度目の出演
2020年5月2日：3度目の出演
- 水曜日のダウンタウン（TBS）
2016年2月22日：「50音何言われてもさだまさしのミニエピソードで返す」特技で出演
- 東京オーディション(仮)（東京MX）
2017年4月3日：ネタコーナー出演
- ウチのガヤがすみません!（日本テレビ）
2017年5月2日：初出演
- 今夜も生でさだまさし（NHK総合）
2017年5月27日
- 超逆境クイズバトル!! 99人の壁（フジテレビ）
2020年8月8日、「ドラマソング」の解答者としてスタジオ出演。4thステージで敗退[20]。
- 大人のバイク時間 MOTORISE（BS11）
2022年途中から不定期出演

### ドラマ
- ハケンの品格 第2シリーズ（日本テレビ、2020年6月17日 - 2020年8月5日）
S&F営業事業部営業2課派遣社員 真中ようこ 役
- ＃リモラブ 〜普通の恋は邪道〜（日本テレビ、2020年10月14日 - ）
鐘木パルプコーポレーション人事部社員 森田ようこ 役[21]

### CM
- ケンタッキーフライドチキン WEB CM（2018年）
- セブンイレブン おでん（2018年）
- サッポロ一番（2019年）

### インターネット番組
- アイパイ★ちゃんねる生放送 （ニコニコ動画 アイパイ★ちゃんねる）
2009年2月24日：ゲスト出演
- さなのサンズの川でジョッキ飲み （ニコジョッキー）
2012年2月21日・5月7日：ゲスト出演
- もうすぐニコラジ（ニコニコ生放送）
2013年3月28日
- ニコラジサタデー（ニコニコ生放送）
2013年4月20日
- ぶるぺん（GyaO!）
怪談芸人集合！の回：怪談芸人として、実体験の怪談話を披露
- 太田プロチャンネル（ニコニコ生放送）

### ラジオ
- サンズRainbow Kiss（Kiss-FM KOBE）レギュラー出演
- アジエン・コネクション（全国各地コミュニティFM局44局ネット）- ワンコーナー担当）
- はみだし しゃべくりラジオ キックス（YBSラジオ）- ゲスト出演
- こじらせハスキーのおっとろしやラジオ （FMがいや）

### 舞台
- 2003年『コンビニ・クリニック』（下北沢「劇」小劇場）
- 2015年「天国(うえ)を向いて歩こう」(ハイブリッド・ジャンバーズ)（シアターグリーン BASE THEATER）

## 連載
- こじらせハスキー･橋爪ヨウコの三度の飯よりテレビが好き!（マイナビニュース 第1回掲載は2017年6月2日）